# Deer Park, Illinois
Deer Park är en ort i Lake County i delstaten Illinois, USA.